# 페리에시파카
페리에시파카(Propithecus perrieri)는 인드리과에 속하는 영장류의 일종이다. 원산지는 마다가스카르다. 키는 85~92 cm이고, 꼬리 길이는 42~46 cm 정도이다. 페리에시파카는 북쪽으로는 이로도 강과 남쪽으로는 로키아 강 사이의 마다가스카르의 북동부 지역에 제한적으로 서식한다. 건조한 낙엽성 숲과 어느 정도 습기가 있는 숲에서 산다.
몸의 털은 거의 완전한 검은색이다. 2~6마리씩 군집 생활을 한다. 이들의 먹이는 잎과 덜 익은 과일, 잎자루, 어린 새싹과 꽃들이다. 세계에서 가장 멸종 위험이 높은 25종의 영장류 중의 하나이다.